# Norops fortunensis
Norops fortunensis este o specie de șopârle din genul Norops, familia Polychrotidae, descrisă de Fernando A. Arosemena și Ibanez 1993. Conform Catalogue of Life specia Norops fortunensis nu are subspecii cunoscute.